# Івахів Василь Григорович
Василь Григорович Івахів, (псевдо: «Рос», «Сонар», «Сом») (18 квітня 1908, с. Подусільна, нині Перемишлянський район, Львівська область, Україна — 13 травня 1943, с. Чорниж, нині Маневицький район, Волинська область) — перший командир УПА на Волині. Підполковник УПА (посмертно).
Лицар Золотого Хреста Бойової Заслуги 1-го кл. (посмертно).

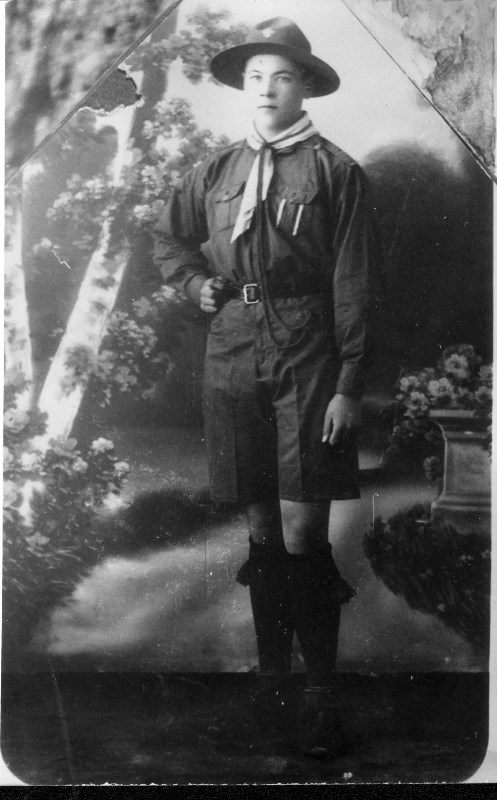
Василь Івахів у пластовому однострої

Івахів Василь та Гуляк Юліан

## Життєпис
Народився у сім'ї Григорія Івахіва та Марти, до шлюбу Ласута, 18 квітня 1908 у селі Подусільна, Перемишлянського повіту, Тернопільського воєводства. 
Закінчив Рогатинську гімназію, а згодом старшинську школу польської армії в ранзі поручника. Під час навчання став активістом пластунського руху — пластун-розвідник 20 куреня ім. гетьмана Пилипа Орлика (Рогатин).
Відбув строкову службу в польській армії, де закінчив старшинську школу та отримав офіцерське звання.
Після служби в польському війську за дорученням ОУН активно працював у громадських організаціях «Сокіл», «Просвіта». Був талановитим організатором і вчителем. Неодноразово був арештований польською поліцією та засуджений 12.03.1934 Бережанським окружним судом за поширення журналу Сурма до 2 ½ років ув'язнення. Був в'язнем Бережанської (1933), Золочівської та Львівської тюрем. Вийшов на волю у січні 1936. Знову заарештований у серпні 1938, і до вересня 1939 року був ув'язнений у польському концтаборі «Береза Картузька».
В 1939 р. працював учителем у школі с. Бачів. Учасник військових курсів ОУН(б) у Кракові (1939—1941). Учасник II-го Великого Збору ОУН в Кракові.
Командир підстаршинської школи ОУН(б) у містечку Поморяни Львівської області влітку 1941, яка розташовувалась у колишньому замку графа Потоцького. Після арешту Гестапо командного складу школи, в'язень гітлерівської тюрми (1941—1942). З тюрми на Лонцького (тепер бічна вул. Бандери) у Львові Василя, разом з іншими, викупив митрополит Андрей Шептицький.
З літа 1942 р. — військовий референт проводу ОУН(б) на ПЗУЗ і член підпільного військового штабу, створеного при проводі ОУН(б). На конференції ОУН(б) у Львові в перших числах грудня 1942 р. активно підтримав ідею створення повстанських загонів для боротьби з гітлерівцями.
Організатор і перший командир УПА на Волині.
Івахів був активним прихильником союзу з бульбівцями (представники Тараса Боровця) з метою спільних бойових діях проти нацистів. Протягом січня-квітня 1943 велися переговори тривали між Волинським крайовим керівництвом ОУН і представниками Поліської Січі з метою об'єднання повстанських сил. Ходили чутки, що сторони нібито висловилися за об'єднання воюючих загонів і домовилися про нову зустріч, яка мала відбутися 14 травня й направлялись на неї.

## Загибель
Загинув у бою з німецьким підрозділом разом із частиною штабу УПА під с. Черниж, що біля Колок (нині Маневицький район, Волинська область, Україна, тоді Ковельський ґебіт, Генеральна округа Волинь-Поділля, Райхскомісаріат Україна).
Зранку 13 травня 1943 року Василь Івахів зі своїми побратимами у супроводі невеличкої охорони зв'язку рухалися підпільною лінією зв'язку на північний захід і в районі села Чорниж несподівано наштовхнулися на німецьку засідку в кар'єрі. Інформацію про пересування повстанських командирів німцям видав польський шовініст. Разом з Івахівим у бою з німцями полягли: Юліан Ковальський («Гарпун») та Семен Снятецький («Сійко») і ще 7 повстанців. Смерть Івахіва і членів його штабу була відчутним ударом по організації відділів УПА.
Похований Василь Івахів у селі Бичаль (тепер — Деражненська сільська громада, Рівненського район Рівненської області).

## Нагороди
Згідно з Постановою УГВР від 11.10.1952 р. і Наказом Головного військового штабу УПА ч. 3/52 від 12.10.1952 р. нагороджений Золотим Хрестом Бойової Заслуги 1-го класу.
22.04.2018 р. від імені Координаційної ради з вшанування пам'яті нагороджених Лицарів ОУН і УПА у с. Подусільна Перемишлянського р-ну Львівської обл. Золотий хрест бойової заслуги УПА 1 класу (№ 023) переданий Олегові Івахіву, племіннику Василя Івахіва.